# Blomdyrkarbin
Blomdyrkarbin (Rophites) är ett släkte solitära bin som tillhör familjen vägbin. Blomdyrkarbin är nära släkt med solbin.

## Beskrivning
Släktet består av små arter med en längd mellan 5 och 11 mm. Kroppen är smal och svartbrun med ljus, gles behåring. På tergiternas bakkanter finns ljusa hårband. Clypeus är kort och utbuktande; antennerna sitter just ovanför. På clypeus och hos vissa arter även pannan har honorna styva, långa och avsmalnande hår, som de använder för att vibrera loss pollen.

## Utbredning
Släktets arter förekommer i Eurasien och Nordafrika. I Sverige har en art ur släktet, blomdyrkarbi (Rophites quinquespinosus), påträffats i Skåne. Den är rödlistad som nationellt utdöd på grund av att arten sannolikt inte längre fortplantar sig regelbundet i Sverige. De senaste svenska fynden av biet är från 1880, även om det kan ha funnits kvar fram till omkring 1910 i området omkring Lund.

## Ekologi
Blomdyrkarbin är oligolektiska och samlar pollen från kransblommiga växter som syskor och bosyskor. Flygperioden varar från juni till augusti. Larvbona grävs ut i marken i kala till glesbevuxna områden. Larven övervintrar som passiv vilolarv. Bona kan angripas av det klepoparasitiska biet Biastes emergatus, vars larv äter av det insamlade förrådet, efter det att ägget eller värdlarven dödats. Arterna är solitära, det vill säga icke samhällsbildande, men bona grävs gärna ut i små kolonier.